# Деланд, Луи
Луи Деланд (швед. Louis Deland, полное имя Louis Joseph Marie Deland; 1772—1823) — шведский оперный певец и балетмейстер.

## Биография
Родился 25 апреля 1772 года в Стокгольме. Его отец Луи-Антуан Делан, выходец из Люксембурга, был лакеем — парикмахером и парфюмером королевы Софии Магдалены. Сам Луи являлся дядей актёров Пьера Делана и Фредрика Делана.
Луи дебютировал в Стокгольме на сцене Шведской королевской оперы в возрасте десяти лет в 1783 году в опере «Орфей». Обративший на него внимание король Густав III отправил юношу учиться на танцора в Париж, где Луи учился у самого Пьера Гарделя. Вернувшись в Швецию в 1792 году, Деланд работал актёром, певцом и стал премьерным танцором. Работал в Шведской королевской опере и Королевском драматическом театре. Был ведущим танцором страны, обладал прекрасным певческим голосом и отлично подходил для комедийных ролей. Его взаимодействие с Ларсом Хьортсбергом и Карлом Шиландером было мастерским; Луи Деланда считали природным талантом, который становился единым целым с исполняемой ролью.
Окончив карьеру танцора, в 1803 году был назначен вторым балетмейстером, а в 1809 году — первым танцмейстером Королевского балета Швеции и занимал эту должность до 1820 года. Он сменил Федерико Терраде, который работал в балете с 1795 года и стал директором Королевского балета. Луи Деланд сочинил множество балетных пантомим, хара́ктерных танцев и развлекательных номеров. Он стал автором балета «En komisk balett», который был показан 127 раз в течение 1796—1809 годов и стал самым популярным из всех балетов, представленных в Шведской опере на протяжении XIX века. Вторым по числу представлений стал балет «Тщетная предосторожность» с 54 показами.
Карьера Луи Деланда окончилась в связи с тем, что он начал терять память, и его многие роли перенял Пер Севелин.
Умер 15 апреля 1823 года в Стокгольме.

### Личная жизнь
Луи Деланд был женат дважды: сначала на актрисе Каролине Кульман, а затем — также на актрисе Марии Ридберг. В первом браке у него родился сын Отто, ставший актёром. Во втором браке — дочь Юсефина, ставшая писательницей. Семья Деланд была весьма известной в культурной жизни Швеции.